# Žatec (powiat Igława)
Žatec – miejscowość i gmina (obec) w Czechach, w kraju Wysoczyna, w powiecie Igława. W 2022 roku liczyła 114 mieszkańców.